# Montharville
Montharville település Franciaországban, Eure-et-Loir megyében. Lakosainak száma 103 fő (2022. január 1.). Montharville Bonneval, Trizay-lès-Bonneval, Flacey és Dangeau községekkel határos.

## Népesség
A település népességének változása:
| Lakosok száma | 79   | 87   | 94   | 96   | 95   | 95   | 98   | 99   | 100  | 103  |
|               | 1968 | 1982 | 1990 | 2006 | 2013 | 2015 | 2017 | 2019 | 2020 | 2022 |